# دی‌آزولیدینیل اوره
دی‌آزولیدینیل اوره (به انگلیسی: Diazolidinyl urea) با فرمول شیمیایی C۸H۱۴N۴O۷ یک ترکیب شیمیایی است. که جرم مولی آن ۲۷۸٫۲۲ g/mol می‌باشد. 